# Tasos (fill d'Agènor)
Tasos (en grec antic Θάσος), va ser, segons la mitologia grega, l'heroi epònim de l'illa de Tassos.
El seu origen és fenici, però passa per ser fill d'Agènor i germà de Cadme, d'Europa, de Fènix i de Cílix. De vegades se'l presenta com a fill de Fènix o de Cílix. Tasos acompanyava Telefaassa, Cadme i els altres germans quan van sortir a buscar Europa, segrestada per Zeus. Aquest heroi s'aturà a Tassos, l'illa a la que va donar el seu nom.